# Spermidin

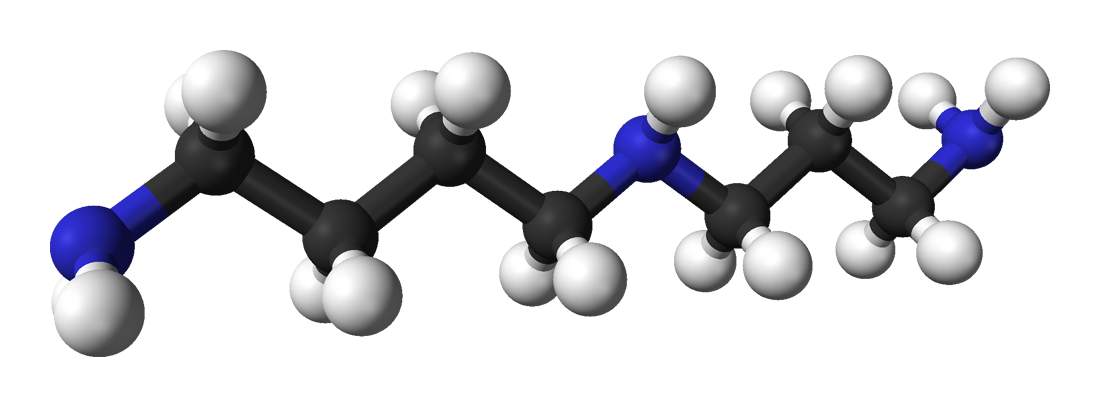
molekulová struktura

Spermidin je přirozeně se vyskytující polyaminová sloučenina, která hraje důležitou roli v mnoha biologických procesech. Objevuje se v buňkách téměř všech organismů a je nezbytná pro růst a regeneraci buněk.
Jeho známé funkce jsou:
1. Inhibice neuronální syntázy oxidu dusnatého, nNOS
2. Pomoc při procesu transkripce RNA prostřednictvím stimulace T4 polynukleotidy kinázy a T7 RNA polymeráza.
3. Regulaci a podpora růstu rostlin

## Zdroje
- sperma
- grapefruity